# ناوندورف (تورینگن)
ناوندورف (به آلمانی: Nauendorf) یک شهر در آلمان است که در وایمارر لاند واقع شده‌است. ناوندورف ۳۱۰ نفر جمعیت دارد.